# Кампа
Кампа (грч. Κάμπη) је у грчкој митологији била змај кога је Хрон поставио да чува Хакатонхире и Киклопе, које је он заробио у Тартар. Зевс ју је убио и ослободио дивове, да би му помогли у рату против Титана. Према Нону из Панополиса, она би могла бити кћерка Тартара и Геје. Њено име значи „вијугава”.

Кампа је била чудовишно створење, које је од струка навише имало змијско тијело, а испод тога је била змај прекривен крљуштима са хиљаду змија отровница умјесто стопала и са главама педесет страшних звијери (лавова, вепрова и других дивљих животиња) које су излазиле из њеног струка. Имала је тамна крила и реп шкорпиона.
Кампа је вјероватно поистовјећивана са Ехидном, женом-змијом која је такође била кћерка Тартара и Геје.